# Aves sem Ninho
Aves sem Ninho é um filme brasileiro de 1939, dirigido por Raul Roulien. É baseado na peça teatral "Nuestra Natacha" de Alejandro Casona, tendo sido adaptado por Raul Roulien. A direção de fotografia fora realizada por Moacyr Fenelon, assim como a direção de som.

## Elenco
- Rosina Pagã ....Dora[2]
- Déa Selva ....Vitória[2]
- Rosita Rocha ....Professora Jerusa[1]
- Celso Guimarães ....Léo[2]
- Lídia Mattos ....Lídia[2]
- Darcy Cazarré ....Professor Miranda[2]
- Tulio Berti ....Mário[1]
- Cora Costa....Luiza[1]
- Nelson de Oliveira ....Vadeco[2]
- Juraci Penafirme .... Diretora[1]
- Justina Laverone ....Madame Leitão[1]
- Manoel F. de Araújo ....Comendador Leitão[1]
- Henrique Fernandes ....Dr. Felipe[1]
- Caribé da Rocha ....Maurício[1]
- Georgette de Revel ....Flora[1]
- Dilon Barbosa ....Antônio[1]
- João Cabral ....Teodoro[2]

## Ligações Externas
- Aves sem Ninho. no IMDb.